# トレントン級ドック型輸送揚陸艦
トレントン級ドック型輸送揚陸艦（トレントンきゅうドックがたゆそうようりくかん、Trenton class amphibious transport dock）は、アメリカ海軍の揚陸艦である。

## 概要
本級はオースティン級およびクリーブランド級の改良型であり、資料によっては同一の物と見なされるが、海軍艦艇登記簿では別の艦級とされる。
艦の前部から中部にかけて低層の艦上構造物があり、後部はウェルドックおよびヘリコプター甲板という、アシュランド級ドック型揚陸艦より連なるアメリカ海軍のドック型揚陸艦としてオーソドックスな配置を踏襲している。
トレントンはすでに退役し、サン・アントニオ級と交代している。ポンスも2012年3月に退役予定だったが、1月24日に海軍はポンス改修の入札募集を行い、1月28日付のワシントン・ポストが中東地域担当の海軍特殊部隊の母艦として利用する予定だと報じた。LPD-16（未命名）は本級として建造が認可されたが、着工前に取り消された。

## 同型艦
| 艦番号 | 艦名                   | 建造所           | 起工             | 進水             | 就役             | 退役             | 再就役先         | 艦番号           | 艦名                      |                  |
| ------ | ---------------------- | ---------------- | ---------------- | ---------------- | ---------------- | ---------------- | ---------------- | ---------------- | ------------------------- | ---------------- |
| LPD-14 | トレントン USS Trenton | ロッキード造船   | 1966年 8月8日    | 1968年 8月3日    | 1971年 3月6日    | 2007年 1月17日   | インド海軍       | L41              | ジャラシュワ INS Jalashwa |                  |
| LPD-15 | ポンス USS Ponce       | ロッキード造船   | 1966年 10月31日  | 1970年 5月20日   | 1971年 7月10日   | 2017年 10月14日  |                  |                  |                           |                  |
| LPD-16 | 未命名                 | 着工前に建造中止 | 着工前に建造中止 | 着工前に建造中止 | 着工前に建造中止 | 着工前に建造中止 | 着工前に建造中止 | 着工前に建造中止 | 着工前に建造中止          | 着工前に建造中止 |

## ギャラリー

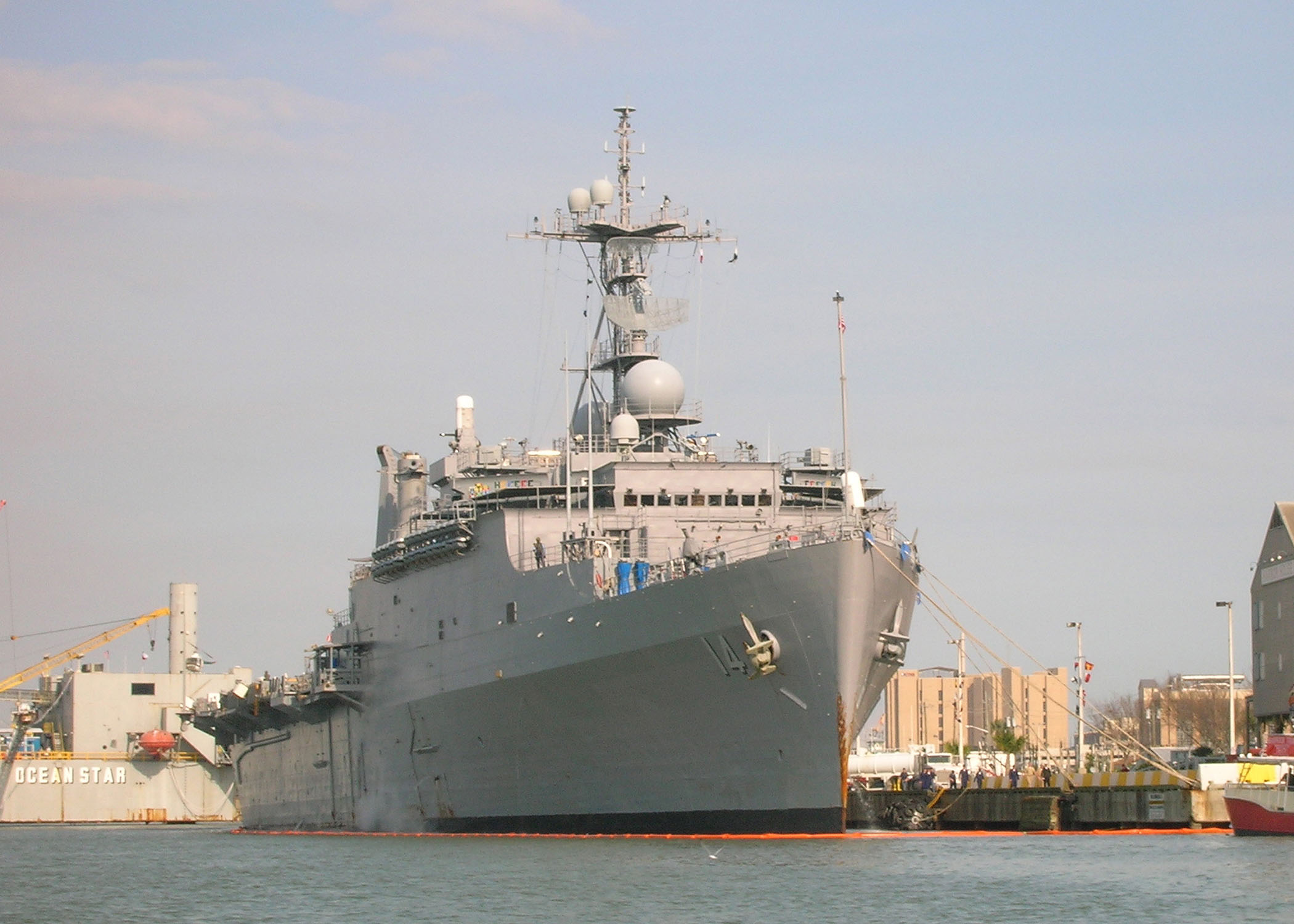
USS Trenton LPD-14 2006年2月23日撮影
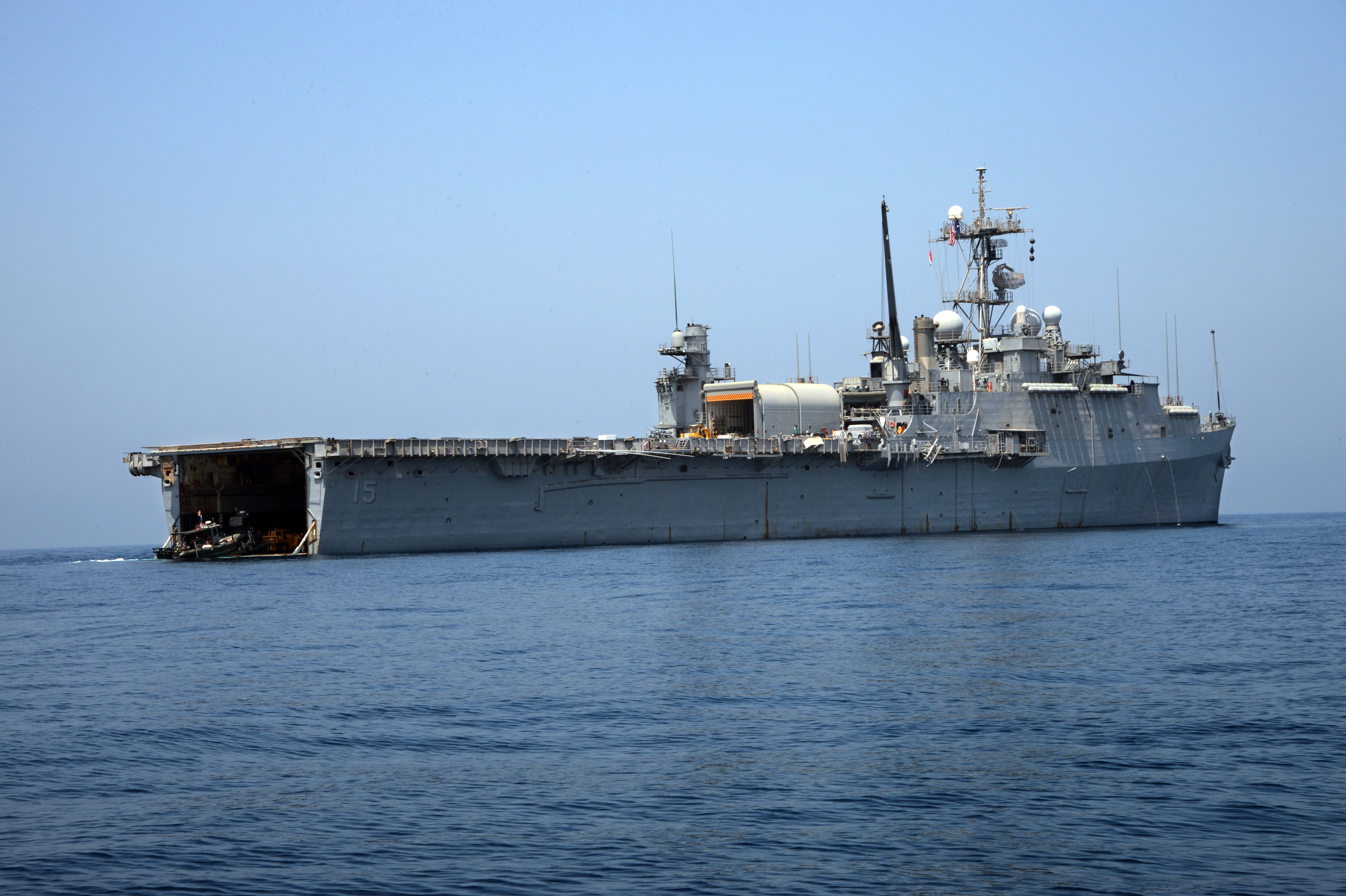
USS Ponce LPD-15 2012年8月28日撮影